# Jean-François Roux
Pour les articles homonymes, voir Roux.
Jean-François Roux (né le 19 février 1973 à Victoriaville) est un homme politique québécois. Il a été le député d'Arthabaska, élu sous la bannière de l'Action démocratique du Québec, de 2007 à 2008.